# On the Tender Spot of Every Calloused Moment
On the Tender Spot of Every Calloused Moment (dt. Auf dem zarten Punkt jedes verhärteten Moments) ist ein Jazzalbum von Ambrose Akinmusire. Die 2019 entstandenen Aufnahmen erschienen am 5. Juni 2020 auf Blue Note Records.

## Hintergrund
Der Titel bezieht sich auf eine Reise, die der Trompeter 2016 in seine Heimatstadt Oakland in Kalifornien unternahm, wo er Zeuge der Veränderungen wurde, die durch die Gentrifizierung in Folge der Bevölkerungsveränderungen durch die Ausdehnung des Silicon Valley hervorgerufen wurden, was langjährige, oft verarmte Bewohner aus der Stadt verdrängt hatte. Er selbst wuchs in einer kulturell reichen Gemeinde auf, die sich für ihn in einen unerkennbaren Ort verwandelt habe, eine Notlage, die viele schwarze Gemeinden in Großstädten getroffen habe. Akinmusire sagt: „In gewisser Weise habe ich darüber als Fortsetzung meiner ersten Platte nachgedacht. Ich kehre zu den Sehenswürdigkeiten in meinem ersten Album zurück.“
Das Album enthält elf Kompositionen von Akinmusire, die er mit seinem Quartett bestehend aus dem Pianisten Sam Harris, dem Bassisten Harish Raghavan und dem Schlagzeuger Justin Brown aufgenommen hat. Hinzu kamen die Gastvokalisten Genevieve Artadi und Jesus Diaz.
Am Anfang des Albums steht das schmerzerfüllte Heulen und Stöhnen seines Horns, mit dem „Tide of Hyacinth“ beginnt. Kurz nach der Halbzeit gastiert Jesus Diaz mit Schlagzeug und gesprochenem Wort und kontextualisiert sowohl Jazz als auch Blues als Zweige der Volksmusik des afrikanischen Kontinents. Es folgt "Yesss", das als Ballade von exquisiter, herzzerreißender Schönheit beginnt, in der Raghavan emotionale Klänge aus seiner Arco-Basslinie hervorruft. Es unterstreicht den wirtschaftlichen und dennoch ausdrucksstarken Austausch zwischen Trompeter und Pianist.
„Mr. Roscoe“ (benannt nach Roscoe Mitchell) ist eine Post-Bop-Komposition, die Akinmusire geschrieben hatte, nachdem er sich zum ersten Mal mit dem Saxophonisten getroffen und gespielt hatte. Die Ballade „Reset: Quiet Victories & Celebrated Defeats“, dargeboten wie eine langsame Begräbnisprozession, ist für den Trompeter der Versuch, „den Schmerz, die Schönheit und den Optimismus der Schwarzen auszudrücken“. Der Titel „Roy“ ist eine Hommage an den verstorbenen Trompeter Roy Hargrove. „4623“ ist eine 30-Sekunden-Improvisation auf der Trompete, die etwas außerhalb des Mikrofons aufgenommen wurde, so dass die Obertöne dieser Serie von Wirbeln wie ein zweites Instrument im Einklang mit dem Musiker erscheinen. „Cynical Sideliners“ ist ein Duett mit der Sängerin Genevieve Artadi. Das Set endet mit „Hooded Procession (Read the Names Aloud)“, einem von zwei Stücken, in denen Akinmusire Fender Rhodes spielt, um sich an die Gefallenen im afroamerikanischen Kampf um Freiheit und Chancengleichheit zu erinnern.

## Titelliste

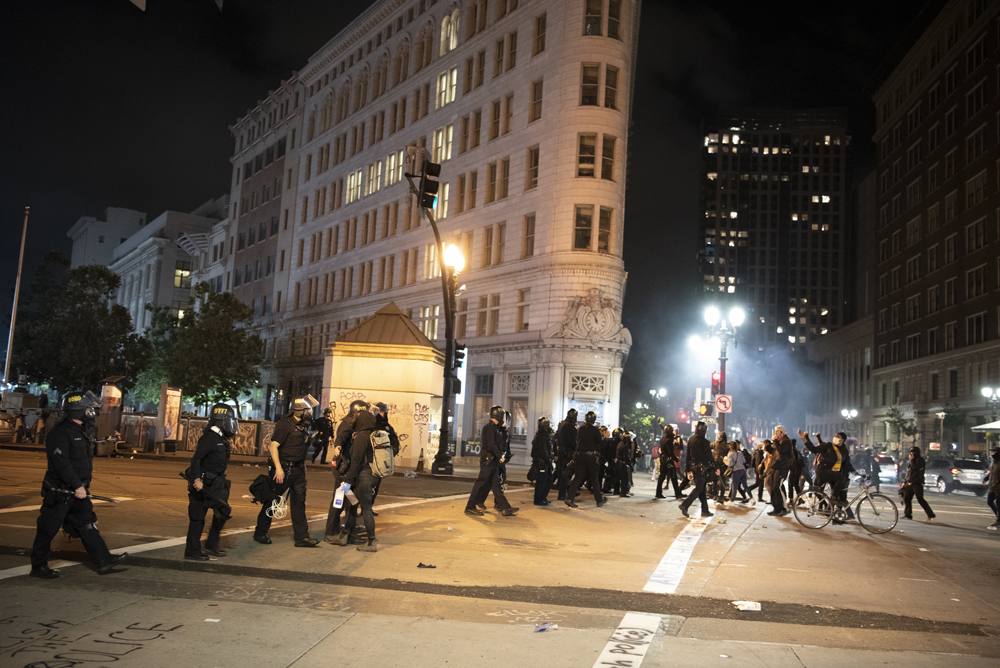
Black Lives Matter Proteste -in Oakland am 29. Mai 2020

- Ambrose Akinmusire: On the Tender Spot of Every Calloused Moment (Blue Note 00602508926198)[6]

1. Tide of Hyacinth 8:19
2. Yessss 5:44
3. Cynical Sideliners 2:21
4. Mr. Roscoe (Consider the Simultaneous) 5:58
5. An Interlude (That Get’ More Intense) 6:38
6. Reset (Quiet Victories & Celebrated Defeats) 3:25
7. Moon (The Return Amplifies the Unity) 3:45
8. 4623 0:32
9. Roy 2:41
10. Blues (We Measure the Heart with a Fist) 5:30
11. Hooded Procession (Read The Names Outloud) 3:18

## Rezeption und Auszeichnungen

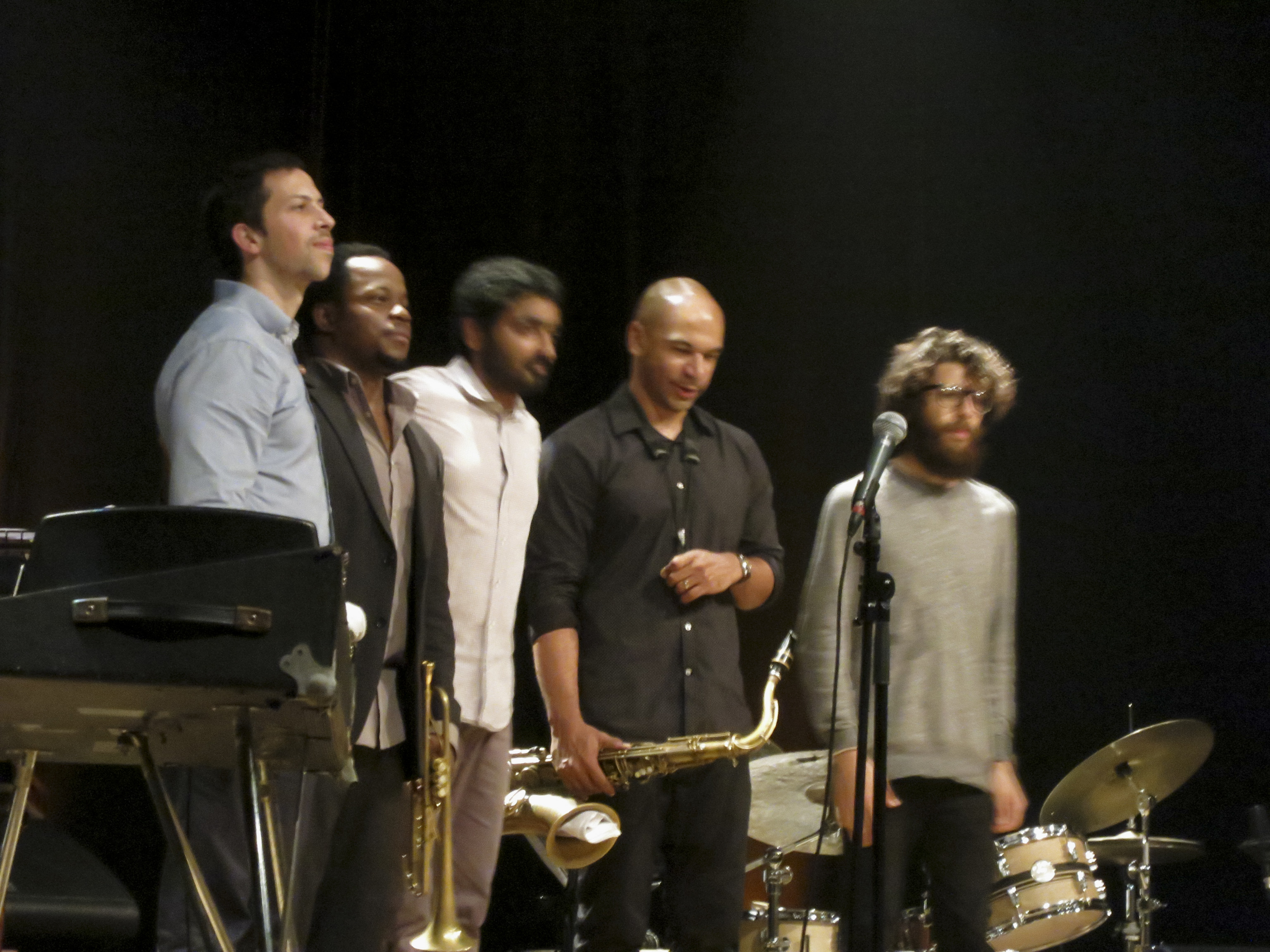
Sam Harris Ambrose Akinmusire, Harish Raghavan, Walter Smith III, Tommy Crane 2014

Das Album wurde in die vierte Vierteljahres-Bestenliste für 2020 des Preis der deutschen Schallplattenkritik aufgenommen. Christian Broecking meinte für die Jury, in seinen aktuellen Kompositionen fokussiere Akinmusire seine Erfahrungen als schwarzer Amerikaner: „die Widerstandsfähigkeit, den Schmerz, die Schönheit und den Optimismus von Blackness. Mit »Hooded Procession (Read the Names Outloud)« endet dieses große Werk in Trauer, mit sanft hingewehten Klängen, ohne Worte. Die Namen sind gerade in aller Munde.“ Ende 2020 wurde es in der Kategorie Bestes Jazz-Instrumentalalbum für die Grammy Awards 2021 nominiert.
Thom Jurek verlieh dem Album in Allmusic vier Sterne und schrieb, obwohl dieser Aufnahmen nicht weniger voller kreativer und provokanter Ideen für Jazz von Akinmusire seien, ist es vielleicht sein emotional schneidendster und zufriedenstellendster Studiotermin. Steven Arroyo schrieb in Pitchfork, es sei Musik, die – trotz einer Welt der Unruhe – gleichzeitig auch in ihr Frieden sucht. Auf früheren Alben habe Akinmusire Tribut-Titel aufgenommen, die die Namen der schwarzen Opfer von Polizeimorden – wie Trayvon Martin – laut aussprachen, (wie in „Rollcall for Those Absent“ auf The Imagined Savior Is Far Easier to Paint). Diesmal sage er sie schweigend. Es sei schwer, nicht an das Ertrinken zurück zu denken, das das Album eröffnet hat.
Nach Ansicht von Will Layman, der das Album in Pop Matters rezensierte, sei das Album ähnlich ehrgeizig wie die vorangegangenen Produktionen und ebenso reich an verschiedenen Klangfarben, aber es rücke das Quartett klarer ins Rampenlicht. Obwohl zwei der elf Tracks momentan die Sänger Jesus Diaz und Genevieve Artadi hervorhöben, sei dies nicht so zentral wie dies etwa Becca Stevens mit ihrem Lied war, das sie für Akinsusires the imagined savior is far easier to paint geschrieben hatte. Vielmehr wage Akinmusire mit dieser Aufnahme, seine vielfältigen Ziele in einer engeren Palette zu erreichen; Dies erhöhe die Spannung und Akinmusire löse dies auch ein. Unter seinen vielen Stärken könne dieser außergewöhnliche Improvisator und Solist sehr gut vom Erwarteten abweichen, schrieb Layman weiter. „Von den ersten Augenblicken seines Blue Note-Debüts 2011 an, when the heart emerges glistening, hat Akinmusire eine frische Trompetenstimme gezeigt. Er verwendet eine Reihe von Klangfarben mit außergewöhnlicher Kontrolle und kann ungewöhnliche Intervalle bei der Erstellung von Melodien abbauen, die selten wie ‚die üblichen‘ Blues-basierten Licks klangen, auf die sich Jazz-Spieler seit Jahrzehnten stützen. In der zweiten Dekade des Jazz einen neuen Sound und Ansatz zu finden - weder neo-traditionell noch einfach nicht übereinstimmend, sei Beeindruckend.“
Patrick Hadfield (London Jazz News) meint, Ambrose Akinmusire mache Musik, die voller Widersprüche zu sein scheint und dennoch ganz, konsequent und kohärent sei. Es gebe „Passagen scheinbarer freier Improvisation, die tief in der Jazztradition verwurzelt sind. Es gibt Momente der Unschuld, die mit Musik ausgeglichen sind, die sich politisch aufgeladen anfühlt.“ Es gebe gleichzeitig auch Passagen von großer Schönheit. Bereits das lange Eröffnungsstück „Tide of Hyacinth“ verkörpere viele der verschiedenen Stimmungen auf der Platte und bewege sich von einer Form zur anderen, fast wie eine Suite. Es beinhalte freie Improvisation und Erfindungen, rhythmischen Antrieb, starke melodische Linien. Die Band habe dabei einen vollen Sound, der sie größer klingen lasse als ein Quartett. Zu ihnen gesellt sich in einem Abschnitt Jesus Diaz, der in Yoruba singt und eine Verbindung herstellt, die viel weiter zurückreicht als die Geburt des Jazz.

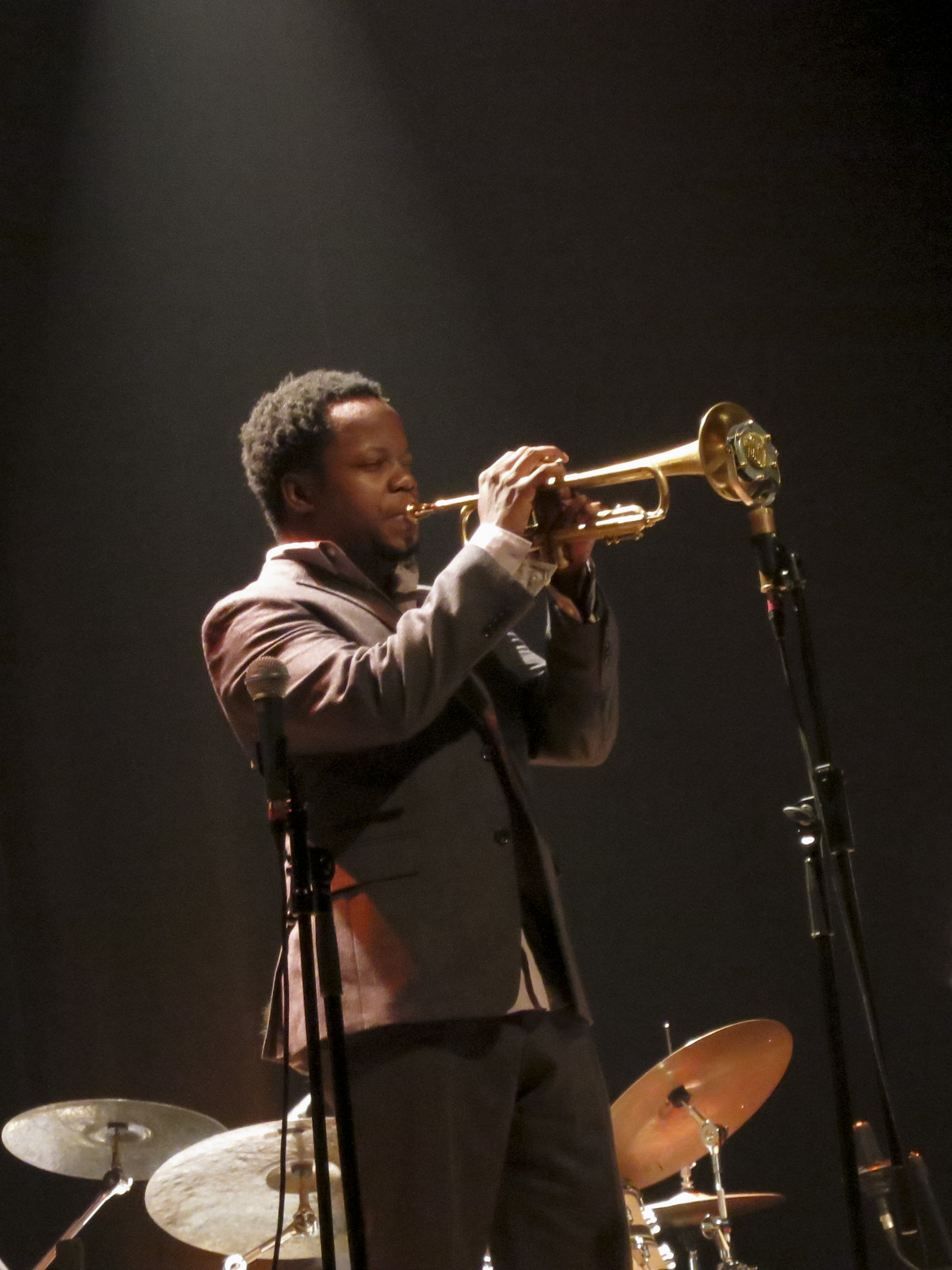
Ambrose Akinmusire 2014

Akinmusires Kompositionen seien besonders kraftvoll bei langsameren Stücken, schrieb Hadfield. „reset (quiet victories & celebrated defeats)“ lasse viel Platz für Akinmusires besinnliche Trompete, die anderen Mitglieder des Quartetts markieren einfach die Zeit mit den zugrunde liegenden Akkorden. „Roy“, dem verstorbenen Roy Hargrove gewidmet, vermittle ein wehmütiges Gefühl des Verlustes, das sowohl als spirituelles Evangelium als auch als langsamer New Orleans-Trauermarsch gespielt werde. Akinmusires fünftes Album für Blue Note sei voller Kontraste, aufregend und emotional, resümiert der Autor.
Jim Hynes schrieb in Glide, Ambrose Akinmusire kehre zum Punkt seiner Karriere zurück, als er 2011 mit When the Heart Emerges Glistening begann. „Es sind die düsteren Töne dessen, was das schwarze Leben in Amerika für ihn bedeutet, gebrochen durch gleiches Maß an Jazz und Blues. Während die Stimmung zwangsläufig dunkel ist, erscheint on the tender spot of every calloused moment ein wunderschöner Wandteppich aus Klängen. Während das Leben schwere Schläge aushalten kann, ist Akinmusire ein Kämpfer, der an Stolz, Belastbarkeit und Hoffnung glaubt. Nach dem brutalen Tod von George Floyd und den Schreien nach Gerechtigkeit, als Demonstranten auf die Straße gehen, könnte das Album nicht aktueller sein.“
Nach Ansicht von Langdon Hickman (Treble) sei es eine der großen Herausforderungen beim Ausbalancieren dieser vielen unterschiedlichen Musikansätze auf einer solchen Platte sicherzustellen, dass jedes Lied oder jede Komposition für sich stehe. „Diese Songs sind voller Leben, sei es eine Melodie mit sternenklaren Augen, die sehnsüchtig im Zigarettenrauch träumt, oder die tiefen Post-Hancock-Hip-Hopismen, die über die Platte verteilt sind. Es fühlt sich manchmal wie ein hagerer Kristall an, klar geschnittene Facetten in scheinbar unregelmäßiger Form, die seltsame Farben über einen schwach beleuchteten Raum werfen, so dass man den Kristall immer wieder drehen und nie mehr als einmal dieselbe Farbe einfangen könne.“